# 新瑞典
新瑞典 （瑞典語：Nya Sverige）是瑞典於1638至1655年間在北美洲德拉瓦河流域建立的殖民地。行政中心於克里斯蒂娜堡（今德拉瓦州威明頓）。領土包括今美國德拉瓦州、賓夕凡尼亞州及紐澤西州之一部。居民除了瑞典人、芬蘭人以外，也有一批荷蘭和德國人組成的瑞典傭兵駐守。新瑞典於1655年在第二次北方戰爭期間被荷蘭共和國征服，併入荷蘭殖民地新尼德蘭。

## 歷史
在17世紀中葉，瑞典王國已經達到了其最大的領土範圍，是歐洲的大國之一。瑞典當時包括芬蘭和愛沙尼亞，以及現代俄羅斯，波蘭，德國和拉脫維亞在國王古斯塔夫二世·阿道夫和後來的克莉絲汀娜女王。瑞典人試圖通過建立種植園（煙草）和毛皮貿易殖民地來規避法國和英國商人來擴大其影響力。
瑞典南方公司成立於1626年，其任務是在佛羅里達之間建立殖民地。佛羅里達和紐芬蘭用於貿易目的，特別是德拉瓦河沿岸。其章程包括瑞典，荷蘭和德國的股東，由新瑞典公司的董事領導，包括撒姆爾·布洛馬特。 該公司在1638年至1655年間的14次德拉瓦州獨立航行中贊助了11次探險。
1637年末，瑞典遠征隊第一次從哥德堡港出發，由來自芬蘭的瑞典海軍上將克拉斯·弗萊明組織和監督。比利時裔荷蘭人撒姆爾·布洛馬特協助裝修，並任命彼得·米努特（新阿姆斯特丹的前總督）領導探險隊。探險隊乘坐「鳥獅鷲」和「卡爾馬之鑰」駛入德拉瓦灣，位於荷蘭人聲稱的領土內。他們於1638年3月下旬通過了開普梅和亨洛彭角。並於3月29日停泊在Minquas Kill上的一個岩石點，在今天被稱為瑞典人登陸點。 他們在威爾明頓建造了一座堡壘，以克莉絲蒂娜女王的名字命名為克莉絲蒂娜堡。

新尼德兰（紫色）与新瑞典（蓝灰色）位置示意图

在接下來的幾年裡，該地區由600名瑞典人和芬蘭人，一些荷蘭人，一些德國人，一名丹麥人和至少一名愛沙尼亞人定居。米努伊特成為新瑞典殖民地的第一任總督。他曾是新阿姆斯特丹的第三任主任，他知道荷蘭人聲稱該地區以南是德拉瓦河及其海灣。然而，荷蘭人在幾年後將他們的定居者從該地區撤出，以便集中精力在曼哈頓島定居。
總督米努伊特在河的西岸登陸，聚集了德拉瓦州和薩斯昆漢諾克地區的薩赫姆人。他們在米努伊特位於「卡爾馬之鑰」號的小屋裡舉行了一次秘密會議，他說服他們簽署他準備與荷蘭人解決任何問題的契約。瑞典人聲稱，購買的土地包括河西南側的土地，位於費城、賓夕法尼亞州東南部、德拉瓦州和馬里蘭州沿海的斯庫爾基爾河下方。德拉瓦州sachem Mattahoon後來聲稱，購買只包括以"六棵樹"標記的區域內包含的土地，瑞典人佔領的其餘土地被盜。
威廉·基夫特（Willem Kieft）反對瑞典人登陸，但米努伊特無視他，因為他知道荷蘭人目前軍事上很弱。米努伊特於1638年完成了克莉絲蒂娜堡，然後駛向斯德哥爾摩帶來第二批定居者。他繞道前往加勒比海，拿起一批煙草在歐洲出售，以使這次航行有利可圖。然而，他在這次航行中死於加勒比海聖克里斯多福的颶風。新瑞典總督的官方職責由船長曼斯·尼爾森·克林執行，直到兩年後選出新的總督並從瑞典抵達。
該公司在1643年至1653年總督約翰·比約恩松·普林茨的領導下，從克裡斯蒂娜堡沿河擴張。他們在德拉瓦州東岸的塞勒姆附近建立了新埃爾夫斯堡，並在賓夕法尼亞州德拉瓦縣蒂尼庫姆鎮建立了新哥德堡。他還在新哥德堡建造了他的莊園，之後瑞典殖民地繁榮了一段時間。1644年，新瑞典殖民地支援薩斯昆漢諾克人對馬里蘭省殖民者的戰爭。1654年5月，由總督約翰·瑞辛率領的新瑞典士兵佔領了卡西米爾堡並將其更名為「三一堡」（瑞典語為"Trefaldigheten"）。
瑞典通過攻擊波蘭立陶宛聯邦在波羅的海開啟了第二次北方戰爭，荷蘭派遣了一支由總幹事彼得·斯泰弗森特領導的武裝艦隊奪取新瑞典。1655年夏天，荷蘭人率領一支軍隊前往德拉瓦河，輕鬆攻佔了三一堡和克莉絲蒂娜堡。瑞典定居點於1655年9月15日正式併入荷屬新尼德蘭，但瑞典和芬蘭定居者被允許在當地自治。他們保留了自己的民兵、宗教、宮廷和土地。 這種情況一直持續到1664年6月24日英國對新尼德蘭的征服。約克公爵將紐澤西賣給了約翰·伯克利和喬治·卡特里特成為一個專有殖民地，與預計的殖民地纽约州。入侵始於1664年8月29日，攻佔了新阿姆斯特丹，並於10月攻佔了卡西米爾堡。這發生在第二次英荷戰爭。
新瑞典繼續非正式地存在，一些移民和擴張仍在繼續。威卡科的第一個定居點始於1669年位於費城社會丘的瑞典木碉堡。它後來被用作教堂，直到大約1700年，費城的教堂建在該地點。 1682年8月24日，新瑞典的土地被納入威廉·佩恩的賓夕法尼亞州憲章中，最終結束了新瑞典的存在。

### 霍爾基爾、新阿姆斯特爾和阿普蘭

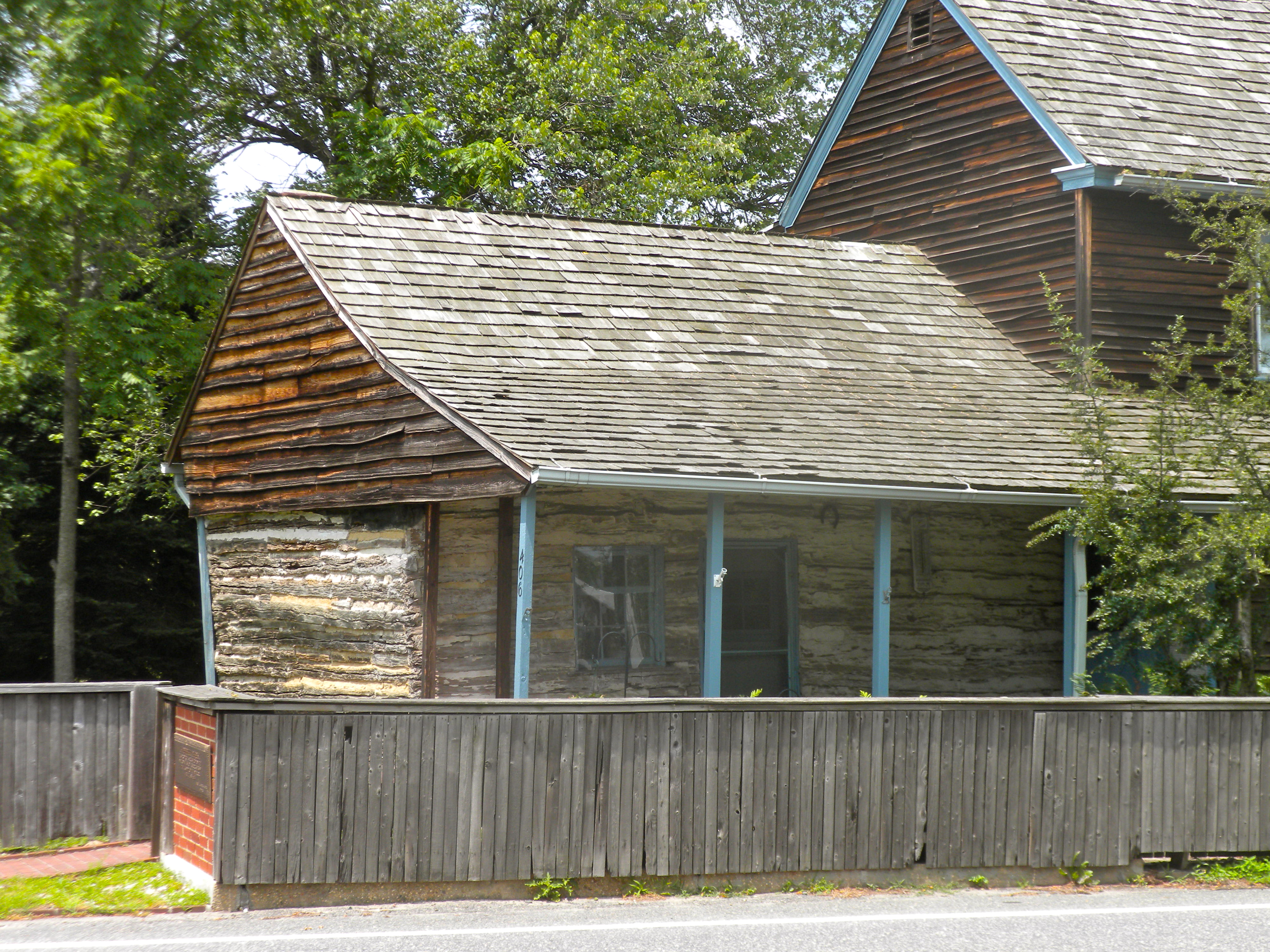
位於紐澤西州吉布斯敦的C. A. Nothnagle Log House，建於1638年，是新澤西州最古老的房屋

第三次英荷战争的開始導致荷蘭於1673年8月重新奪回新尼德蘭。他們恢復了英國佔領之前的地位，並將其編纂成三個縣：霍爾基爾縣，新阿姆斯特爾縣以及阿普蘭，後來被德拉瓦州的紐卡斯爾縣和賓夕法尼亞州殖民地瓜分。這三個縣創建於1673年9月12日，前兩個在德拉瓦河西岸，第三個在河的兩岸。
1674年威斯敏斯特條約結束了荷蘭控制的第二個時期，並要求他們在6月29日將整個新尼德蘭歸還給英國人，包括他們創建的三個縣。在盤點之後，英國人於11月11日宣佈，德拉瓦河西側和德拉瓦灣的定居點將被紐約省管理，包括三個縣。 該宣言發佈之後，將新阿姆斯特爾更名為紐卡斯爾，而其他縣則保留了他們的荷蘭名字。
新瑞典同化為紐約的下一步是1676年9月22日將公爵的法律擴展到該地區。 隨後，阿普蘭縣的部分地區被分割，以符合賓夕法尼亞州和德拉瓦州的邊界，德拉瓦州的大部分於1678年11月12日進入紐卡斯爾縣。阿普蘭縣的其餘部分繼續以相同的名稱存在。1680年6月21日，紐卡斯爾縣和霍爾基爾縣被分割為聖約翰斯縣。
1681年3月4日，原本是新瑞典的殖民地被正式劃分為德拉瓦州和賓夕法尼亞州的殖民地。邊界位於紐卡斯爾以北12英里處，賓夕法尼亞州的北部邊界位於北緯42度。東部邊界是德拉瓦河與紐澤西州的邊界，而西部邊界未定義.1681年6月，由於賓夕法尼亞殖民地的重組，阿普蘭不復存在，阿普蘭縣政府成為賓夕法尼亞州切斯特縣的政府。
1682年8月24日，約克公爵將德拉瓦河西部地區移交給威廉·佩恩，包括德拉瓦州，從而將迪爾縣和聖約翰斯縣從紐約轉移到德拉瓦州。聖約翰斯縣更名為肯特縣，迪爾縣更名為蘇塞克斯縣，而紐卡斯爾縣保留了它的名字。

## 歷史意義和遺跡

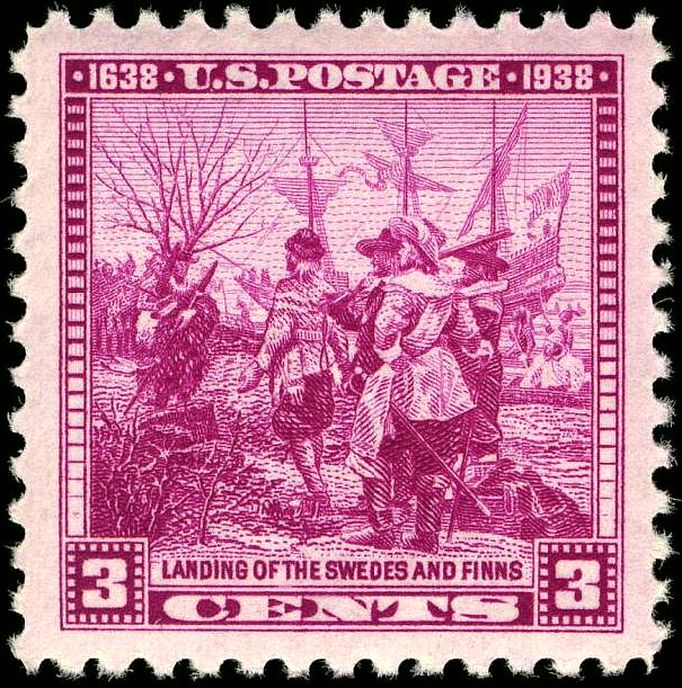
美國德拉瓦州威明頓市成立紀念郵票（1938年）

歷史學家H. Arnold Barton認為，新瑞典的最大意義是瑞典產生對美國殖民地強烈而持久的興趣，儘管直到19世紀末才發生主要的瑞典移民。從1870年到1910年，超過一百萬瑞典人抵達美洲，特別是在明尼蘇達州和上西中部的其他州定居。新瑞典的痕跡在德拉瓦河谷下游持續存在，包括聖三一教堂在德拉瓦州威明頓，格洛麗亞·戴伊（老瑞典人）教堂國家歷史遺址和聖詹姆斯·金瑟辛費城教堂，三一聖公會教堂在紐澤西州斯韋茲伯勒 (新澤西州)和基督教堂在賓夕法尼亞州斯韋茲堡。這些教堂通常被稱為「老瑞典人教堂」。 德拉瓦州的克里斯蒂娜是該地區為數不多的瑞典地名之一，阿普蘭則以阿普蘭的身份倖存下來。斯韋茲福德路仍然在切斯特縣和蒙哥馬利縣找的到，儘管斯威德斯福德早已改為諾里斯敦。斯韋德蘭是蒙哥馬利縣上梅裡恩鎮的一部分。位於南費城的美國瑞典歷史博物館收藏了許多來自新瑞典殖民地的展品、檔案和文物。
也許新瑞典對新世界發展的最大貢獻是芬蘭傳統的森林房屋建築技術。新瑞典的殖民者帶來了小木屋，它成為美國邊境的標誌，通常被聯想為美國的建築。位於紐澤西州吉布斯敦Swedesboro-Paulsboro路口上的C. A. Nothnagle Log House是美國現存最古老的木屋之一。

## 芬蘭的影響
移居者來自瑞典各地。新瑞典的芬蘭人比例在殖民時期末期尤其增長。 在瑞典統治期間，芬蘭人佔人口的22%，在殖民地被荷蘭統治后上升到50%左右。1664年，一支由140名芬蘭人組成的特遣隊抵達。船"Mercurius"號於1665年駛向殖民地，106名乘客中有92人被列為芬蘭人。早期芬蘭人定居的記憶存在於德拉瓦河附近的地名中，如芬蘭（馬庫斯胡克），托爾內，拉普蘭，芬蘭點，穆利卡山和穆利卡河。
這些芬蘭人中有一部分被稱為森林芬蘭人，他們是芬蘭後裔，一直生活在瑞典中部的森林地區。森林芬蘭人在16世紀末至17世紀中葉從芬蘭東部的薩沃尼亞遷徙到達拉納、貝格斯拉根和瑞典中部的其他省份。他們的搬遷始於瑞典國王古斯塔夫·瓦薩將農業擴展到該國這些無人居住地區的努力的一部分。薩沃尼亞的芬蘭人傳統上採用刀耕火種方法耕種，這種方法更適合在廣闊的森林地區開拓農業。這也是特拉華州美國印第安人使用的耕作方法。

## 堡壘

- 克莉絲蒂娜堡（英语：Fort Christina） (1638年) — 在德拉瓦州威明頓的布蘭迪萬河（英语：Brandywine Creek (Christina River)）和克里斯蒂娜河旁，後來更名為阿爾特納堡（1655年）[32]
- 梅科波納卡堡 (1641年) — 在切斯特，在賓夕法尼亞州德拉瓦縣的芬蘭蒂亞或阿普蘭附近，[33]
- 新埃爾夫斯堡（英语：Fort Nya Elfsborg） (1643) — 在今天的塞勒姆溪和阿洛韋溪（英语：Alloway_Creek）之間，靠近紐澤西州布里奇波特 (新澤西州)[34]
- 新哥德堡 (1643) — 在賓夕法尼亞州德拉瓦縣蒂尼庫姆鎮（英语：Tinicum_Township,_Delaware_County,_Pennsylvania）[35]
- 新瓦薩堡 (1646) — 在費城科布斯溪（英语：Cobbs_Creek）東側的金塞辛（英语：Kingsessing,_Philadelphia）。[36]
- 新科舍姆堡 (1647) — 在費城德拉瓦河附近的斯庫爾基爾河上[37]
- 卡西米爾堡（英语：Fort Casimir） (1654) — 也被稱為「三一堡」（瑞典語："Trefaldigheten"），位於特拉華州紐卡斯爾Harmony及第二街附近的Chestnut街盡頭。[38]

## 永久定居點
- Christina (1638年和1641年；今德拉瓦州威明頓)[39]
- Finland, 芬蘭蒂亞，或查馬松(1641年和1643年；今賓夕法尼亞州馬庫斯胡克（英语：Marcus Hook）)[39]
- Upland or Uppland (1641年和1643年；今賓夕法尼亞州切斯特)[39]
- Varkens Kill (1641年；今紐澤西州塞勒姆縣)[40][41][42]
- Printztorp (1643年；今賓夕法尼亞州切斯特)[39]
- Tequirassy (1643年；今賓夕法尼亞州埃迪斯通（英语：Eddystone,_Pennsylvania）)[39]
- Tenakonk 或稱 Tinicum (1643年；今蒂尼庫姆鎮（英语：Tinicum_Township,_Delaware_County,_Pennsylvania）)[39]
- Provins、Druweeÿland 或 Manaiping[39] (1643年；今費城西南部，在斯庫爾基爾河上的省島上)
- Minquas 或 Minqua's Island (1644年；今賓夕法尼亞州西南費城）[39]
- Kingsessing (1644年；今賓夕法尼亞州西南費城)[39]
- Mölndal (1645年；今賓夕法尼亞州耶登（英语：Yeadon,_Pennsylvania）)[39]
- Torne (1647年；今西費城)[39]
- Sveaborg[43][44] (約1649年；今紐澤西州斯韋茲伯勒 (新澤西州))
- Nya Stockholm (約1649年；今紐澤西州布裡奇波特（英语：Bridgeport, New Jersey）)
- Sidoland (1654年；今德拉瓦州威明頓)[39]
- Översidolandet (1654年；今德拉瓦州威明頓)[39]
- Timmerön 或 Timber Island (1654年；今德拉瓦州威明頓)[39]
- Strandviken (1654年；今德拉瓦州威明頓)[39]
- Ammansland (1654年；今賓夕法尼亞州達比（英语：Darby, Pennsylvania）)[39]

## 河流和小溪
- 德拉瓦河: 「南河」 (Södre Rivier；與哈德遜(北河)相反)、「瑞典河」 (Swenskes Rivier)與「新瑞典河」 (Nya Sweriges Rivier)[39]
- 斯庫爾基爾河: "Schuyl Creek" (Schuylen Kÿl)[39]意思是隱藏的河流
- 布蘭迪萬河（英语：Brandywine Creek (Christina River)）: 「魚溪」 (Fiske Kÿl)
- 克里斯蒂娜河: "Susquehanna" (Minquas) 或 "Christina Creek" (Christina Kÿl)
- 浣熊溪（英语：Raccoon Creek (New Jersey)）: "Narraticon" (德拉瓦語（英语：Delaware_languages）) 意思是浣熊[45][46]
- 塞勒姆河（英语：Salem River）: Varkens Kill (Hogg Creek)
- 馬利卡河（英语：Mullica River），以早期芬蘭定居者Eric Pålsson Mullica（英语：Eric Pålsson Mullica）命名

### 脚注
1. ↑  . The Swedish Colonial Society.   [2022-03-10]. （原始内容存档于2005-12-11）.
2. ↑  Mark L. Thompson. . Louisiana State University Press. 2013  [2022-03-10]. ISBN 978-0-8071-5060-3. （原始内容存档于2021-08-11）.
3. ↑  McCormick, p. 12; Munroe, Colonial Delaware, p. 16.
4. ↑  Thorne, Kathryn; Ford, Compiler; Long, John H. (编). . The Newbury Library. 1993: 5.
5. ↑  . www.oocities.org.   [2022-03-10]. （原始内容存档于2015-09-24）.
6. ↑  Shorto， Russell （2004） The Island at the Center of the World New York： Vintage Press.第43，58頁。ISBN 978-1-4000-7867-7
7. ↑  Jennings, p. 117
8. ↑  Shorto, Russell, The Island at the Center of the World, Part II; Chapter 6; Pages 115–117.
9. ↑  Jennings, p. 120
10. ↑  . West Jersey History Project.   [2022-03-10]. （原始内容存档于2003-04-23）.
11. ↑  Munroe, History of Delaware, pp. 30–31
12. ↑  . National Park Service.   [2022-03-10]. （原始内容存档于1997-04-22）.
13. 1 2 3   12. : 507–508.
14. ↑  Parry, Clive, ed.  Consolidated Treaty Series.; Vol. 13, p. 136; Dobbs Ferry, New York; Oceana Publications, 1969–1981.
15. 1 2   12. : 515.
16. ↑   12. : 561–563.
17. ↑  Armstrong, Edward. . Pennsylvania: Historical Society of Pennsylvania. 1860: 198.
18. ↑   12. : 654, 664, 666–667.
19. ↑  Armstrong, Edward. . Pennsylvania: Historical Society of Pennsylvania. 1860: 196.
20. ↑  Pennsylvania Archives, 2nd series, Vol. 5: pp. 739–744.
21. ↑  Barton, A Folk Divided, 5–7.
22. ↑  Project Canterbury. Swedish Folk within Our Church (Thomas Burgess. New York: Foreign-Born Americans Division, Episcopal Diocese of New York.  National Council, 1929) http://anglicanhistory.org/lutherania/swedish_folk （页面存档备份，存于）
23. ↑  . www.americanswedish.org.   [2018-02-07]. （原始内容存档于2017-10-26） （英语）.
24. ↑  Henry C. Pitz, The Brandywine Tradition, Weathervane Books, 1968.  pp. 4–5.
25. ↑  Mary Trotter Kion, "New Sweden: The First Colony in Delaware". July 23, 2006; accessed 2010.03.10.
26. ↑  . Art and Archtitecture of New Jersey. Richard Stokton College of New Jersey.   [2011-05-24]. （原始内容存档于2011-07-19）.
27. ↑  Oldest – Log House in North America – Superlatives on （页面存档备份，存于）. Waymarking.com. Retrieved on July 23, 2013.
28. ↑  . www.genealogia.org.   [2022-03-10]. （原始内容存档于2011-07-26）.
29. ↑  Wedin, Maud.  (PDF). American-Swedish Organization. October 2012  [2012-11-07]. （原始内容 (PDF)存档于2014-08-10）.
30. ↑  Spiegel, Taru. . European Reading Room. Library of Congress.   [2010-08-26]. （原始内容存档于2021-09-18）.
31. ↑  . Historical Markers. ExplorePAhistory.com.   [2010-08-26]. （原始内容存档于2016-03-13）.
32. ↑  The Swedish Settlements on the Delaware 1638–1664 Volume I (Amandus Johnson Reprint Services Corp. 1911)
33. ↑  "早期賓夕法尼亞州，西新澤西州和特拉華州1630-1707的敘述(ed. Albert Cook Myers. New York: Charles Scribner's Sons. 1912)  （页面存档备份，存于）
34. ↑  The Swedes and Finns in New Jersey (Federal Writers' Project of WPA. Bayonne, New Jersey: Jersey Printing Company, Inc. 1938)
35. ↑  History of Delaware County, Pennsylvania, by Henry Graham Ashmead. Philadelphia: L. H. Everts & Co. 1884  （页面存档备份，存于）
36. ↑  Kingsessing: Swedish Settlement to Urban Blight, Elizabeth D. Day, University Archives and Records Center. University of Pennsylvania, October 10, 2005)  （页面存档备份，存于）
37. ↑  History of Delaware County, Pennsylvania, Henry Graham Ashmead. Philadelphia: L. H. Everts & Co. 1884  （页面存档备份，存于）
38. ↑  . Delaware Public Archives. State of Delaware.   [2010-09-14]. （原始内容存档于2010-08-21）.
39. 1 2 3 4 5 6 7 8 9 10 11 12 13 14 15 16 17 18  Johnson, Amandus. The Swedish settlements on the Delaware, 1638–1664.. Swedish Colonial Society, 1911.
40. ↑  Chandler, Alfred N., , Beard Books: 242, 2000 [1945]  [2022-03-10], ISBN 1-893122-89-1, （原始内容存档于2021-08-11）
41. ↑  Sheridan, Janet L. . University of Michigan Ann Arbor. 2007: 182  [2013-07-24]. ISBN 9780549186526.[]
42. ↑  Howe, Henry; Barber, John W., , New York: S. Tuttle, 1844  [2022-03-10], （原始内容存档于2021-08-11）, In 1641, some English families, (probably emigrants from New Haven, Conn.,) embracing about 60 persons, settled on Ferken's creek (now Salem.) About this period, the Swedes bought of the Indians the whole district from Cape May to Raccoon creek; and, in order to unite these English with the Swedes, the Swedish governor, Printz, who arrived from Sweden the year after, (1642,) was to "act kindly and faithfully toward them; and as these English expected soon, by further arrivals, to increase their numbers to several hundreds, and seemed also willing to be subjects of the Swedish government, he was to receive them under allegiance, though not without endeavoring to effect their removal."
43. ↑  Williams, Rev. Dr. Kim-Eric. . The Swedish Colonial Society. （原始内容存档于2008-01-15）.
44. ↑  . Trinity Episcopal "Old Swedes" Church. Trinity Episcopal "Old Swedes" Church. （原始内容存档于2008-09-05）.
45. ↑  Roncace, Kelly. . South Jersey Times. 2012-05-14  [2013-07-22]. （原始内容存档于2018-11-06）.
46. ↑  . 2010-11-07  [2022-03-10]. （原始内容存档于2018-11-06）.

### 书籍
- Barton, H. Arnold (1994). A Folk Divided: Homeland Swedes and Swedish Americans, 1840–1940. Uppsala: Acta Universitatis Upsaliensis
- Benson, Adolph B. and Naboth Hedin, eds. (1938) Swedes in America, 1638–1938. The Swedish American Tercentenary Association. New Haven, Connecticut: Yale University Press ISBN 978-0-8383-0326-9
- Jennings, Francis, (1984) The Ambiguous Iroquois. New York: Norton ISBN 0-393-01719-2
- Johnson, Amandus (1927)  The Swedes on the Delaware. Philadelphia: International Printing Company
- Kalm, Pehr. . 由Johann Reinhold Forster翻译. London: T. Lowndes. 1772. ISBN 9780665515002. OCLC 1083889360 （英语）.
- Munroe, John A. (1977) Colonial Delaware. Wilmington, Delaware: Delaware Heritage Press
- Shorto, Russell (2004) The Island at the Center of the World. New York: Doubleday ISBN 0-385-50349-0
- Weslager, C. A. (1990) A Man and his Ship, Peter Minuet and the Kalmar Nyckel. Wilmington, Delaware: Kalmar Nyckel Foundation ISBN 0-9625563-1-9
- Weslager, C. A. (1988) New Sweden on the Delaware 1638–1655. Wilmington, Delaware: Middle Atlantic Press ISBN 0-912608-65-X
- Weslager, C. A. (1987) The Swedes and Dutch at New Castle. Wilmington, Delaware: Middle Atlantic Press ISBN 0-912608-50-1

### 延伸阅读
- Jameson, J. Franklin (1887) Willem Usselinx: Founder of the Dutch and Swedish West India Companies. New York: G.P. Putnam's Sons.
- Mickley, Joseph J. (1881) Some Account of William Usselinx and Peter Minuit: Two individuals who were instrumental in establishing the first permanent colony in Delaware. The Historical Society of Delaware.
- Myers, Albert Cook, ed. (1912) Narratives of Early Pennsylvania, West New Jersey, and Delaware, 1630–1707. New York: Charles Scribner's Sons
- Ward, Christopher (1930) Dutch and Swedes on the Delaware, 1609–1664. Philadelphia: University of Pennsylvania Press